# A dohány egészségügyi hatásai
A dohány egészségügyi hatásai a dohányzás körülményeinek, mechanizmusainak és tényezőinek emberi egészségre gyakorolt hatásait jelentik. Az epidemiológiai kutatások középpontjában elsősorban a dohány dohányzás általi fogyasztása állt, melyet minden más fogyasztási formánál szélesebb körben vizsgáltak.
A dohányzás az alkohol után a második legtöbb halálos áldozatot követelő legális élvezeti szer. Magyarországon egy 2019-es felmérés szerint körülbelül 28 000 fő halála volt összefüggésben a dohányzással. (Mivel 2018-ban 131 100 fő hunyt el Magyarországon, az elhalázosások mintegy 21%-a összefüggésben van a dohányzással.)
A dohányban található elsődleges pszichoaktív kémiai anyag – a nikotin – függőséget okoz. A várandós nők dohányzásával kapcsolatban kimutatták, hogy a dohányzás születési rendellenességeket, szellemi és testi fogyatékosságot okoz. A cellulóz-acetát és a szénrészecskék dohánytermékek általi belélegzése tüdőrákot okoz.
A dohányzás fogyasztása bizonyítottan rendkívül ártalmas az egészségre, a magyar lakosság 20%-a, azaz minden ötödik ember a dohányzás következményeként hal meg. Egyik legfőbb okozója a tüdő- és légúti rák, a különböző szív- és érrendszeri megbetegedések kialakulásának, a végtagvesztésnek és a vakság kialakulásának. Ráadásul a dohánytermékek nem csak a fogyasztóinak, hanem a dohányos emberek környezetében élők egészségét is nagyban károsítják a passzív dohányzás révén. Ezen kívül elsődleges pszichoaktív kémiai alkotójának, a nikotinnak köszönhetően erős függőséget okoz. Mindezek ellenére még mindig viszonylag elterjedt, fogyasztásának növekedése elsősorban az elmaradott országokra jellemző. A dohánytermékek ráadásul rendkívüli mértékben hozzájárulnak a környezetkárosításhoz.
Amellett, hogy károsítja a környezetet, az Egészségügyi Világszervezet adatai szerint a dohányzás évente 8 millió embert öl meg világszerte, és jelentős egészségügyi költségeket generál.
Legtöbbször füstszűrőt is tartalmaz, mely a közkeletű tévedéssel ellentétben egyáltalán nem csökkenti, hanem még tovább növeli a cigaretta káros hatásait, ráadásul rengeteg szemetet termel. A tudósok szerint a füstszűrőt teljesen be kellene tiltani, ahogyan a műanyag szívószálakat, tányérokat és evőeszközöket is teljesen betiltották. Ezek cellulóz-acetátból készülnek, ami egyszer használatos műanyag, így nem bomlik le a természetben.
A dohányzás leggyakrabban szív- és tüdőbetegségekhez vezet, emellett a szívinfarktus, az agyvérzés, az idült obstruktív légúti betegség (COPD), a tüdőtágulás és a rák (elsősorban a tüdőrák, a gége és a szájüreg rákos megbetegedése, valamint a hasnyálmirigy-rák) kialakulásának jelentős kockázati tényezője. Ezen kívül perifériás érbetegséget és a hipertóniát is okoz a dohány expozíciós idejétől és adagolási szintjétől függően. Továbbá, minél korábban kezdődik és minél magasabb szintű a dohányból készített cigaretta kátránytartalmának bevitele, annál nagyobb a betegségek kockázata. A fejlődő országokban értékesített dohánytermékeknek általában magasabb a kátránytartalma, ezért ezekben a régiókban potenciálisan nagyobb a dohányzással kapcsolatos megbetegedések valószínűsége.

Nikotin molekula

A füst több olyan rákkeltő pirolitikus anyagot tartalmaz, amely kötődik a DNS-hez és számos genetikai mutációt okoz. Több mint 19 ismerten rákkeltő vegyi anyag található a dohányfüstben. A dohány nikotint is tartalmaz, mely egy erőteljes, függőséget okozó pszichoaktív kémiai anyag. A dohány elszívásakor a nikotin testi és pszichológiai függőséget okoz. A dohányzás a dohányzó várandós nők vetélésének gyakori okozója, valamint a magzat egészségére  számos más veszélyt is jelent, például nagyobb a koraszülés és az alacsony születési súly veszélye, valamint 1,4-3-szorosára növeli a bölcsőhalál (Sudden Infant Death Syndrome; SIDS) esélyét. Az újszülött patkányokon végzett tudományos vizsgálatok eredményei arra engednek következtetni, hogy az anyaméhben történő passzív dohányzás csökkentheti a magzat agyának azt a képességét, hogy felismerje a hipoxiás állapotot, így nő az esély a véletlen fulladás bekövetkeztére.

## Külső hivatkozások
- Egészségügy – EU-portál - Dohányzás
  - Csehov: A dohányzás ártalmasságáról